# NGC 2208
NGC 2208 (również PGC 18911 lub UGC 3452) – galaktyka soczewkowata (S0), znajdująca się w gwiazdozbiorze Woźnicy. Odkrył ją 24 listopada 1886 roku Lewis A. Swift.